# Головатенко, Виктор Петрович
Ви́ктор Петро́вич Головате́нко (рум. Victor Golovatenco; 28 апреля 1984, Кишинёв) — молдавский футболист, защитник.

## Карьера

### Клубная
Воспитанник школы футбола «Буюкань». Начинал играть в «Виктории». В начале своей карьеры был на сборах в одесском «Черноморце», но принял решение вернуться в Молдавию. В 2007 году был отдан в аренду в ФК «Химки».
24 июня 2008 года получил российское гражданство.
19 января 2010 года прибыл на просмотр в «Кубань», 4 февраля было сообщено, что руководство клуба приняло решение подписать с Виктором контракт, а 15 марта было официально объявлено о заключении соглашения. Дебютировал в составе «Кубани» 28 марта в домашнем матче 1-го тура первенства против курского «Авангарда», а первый гол забил 4 июня на 34-й минуте выездного матча 14-го тура первенства против ярославского «Шинника», мяч Виктора оказался единственным в игре и, тем самым, принёс «Кубани» победу. Всего в том сезоне провёл 30 матчей, забил 2 гола и стал, вместе с командой, победителем Первого дивизиона России. Кроме того, почти весь второй круг турнира Виктор был капитаном команды. 11 ноября на церемонии награждения «Кубани» Виктор получил от клуба кубок «За волю и характер».
10 января было сообщено, что Головатенко не отправился с «Кубанью» на предсезонный сбор в Турцию, в тот же день появилась информация, что он стал свободным агентом ввиду того, что ему не было вовремя предложено продлить действовавший контракт. Условия же нового соглашения Головатенко не устроили, поэтому он планирует подписать договор с одним из клубов Украины или России, который предложил ему более выгодные условия. 19 января было объявлено, что Головатенко перешёл в «Аланию». Однако 21 января было сообщено, что Головатенко в «Алании» не будет. В конце марта 2011 перешёл в команду «Сибирь». В июне 2016 перешёл в «Зарю» Бельцы.

### В сборной
В национальной сборной играет с 2004 года. В её составе провёл 29 матчей и забил 3 гола. С приходом Габи Балинта периодически вызывается в национальную команду. На данный момент считается одним из лидеров защиты сборной, наряду с Александром Епуряну и Игорем Армашем, который также являлся его одноклубником в «Кубани».

## Достижения
«Шериф»
- Чемпион Молдавии: 2002/03

«Тирасполь»
- Бронзовый призёр чемпионата Молдавии: 2005/06

«Кубань»
- Победитель Первого дивизиона России: 2010